# بارت بیکر
بارت بِیکر (متولد ۵ مه ۱۹۸۶) یک سرگرم‌کننده، کمدین در وب، تهیه‌کننده ویدیو، خواننده، رپر و هنرمند طنز اهل آمریکا است. او بیشتر به دلیل ساختن ویدیوهای پارودی از آهنگ‌های معروف شناخته می‌شود، که بیلبورد او را یکی از توانمندترین سازندگان موسیقی در این عرصه معرفی کرده‌است.
کانال او در یوتیوب در یک مقطع به ۱۰ میلیون مشترک رسید. وی همچنین یک استریمر پردرآمد در پلتفرم‌های واین و Live.ly است. فعالیت‌های دیگر او شامل حضور در فیلم Laid in America در سال ۲۰۱۶ و بارگذاری محتوا در رسانه‌های اجتماعی کوایشو و تیک‌تاک است، که کاورهای انگلیسی او از آهنگ‌های چینی طرفدارانی پیدا کرد.
در سال ۲۰۱۸، بیکر با World Star Hip Hop قرارداد امضا کرد، و اولین تک آهنگ خود را به عنوان یک هنرمند موسیقی حقیقی با نام هنری Lil Kloroxxx منتشر کرد؛ اما به دلایلی همچون انتقاد منابع آنلاین، عدم استقبال طرفداران و نارضایتی‌ها و اختلافاتی که خود او از قبل با یوتیوب داشت، حرفه خود را به حضور در شبکه‌های اجتماعی چینی مانند تیک‌تاک و سپس فعالیت در بازار رمزارزها تغییر داد.